# Кархаринообразные
Кархаринообра́зные, или серые акулы, или кархаридные акулы (лат. Carcharhiniformes) — самый большой из восьми отрядов акул, в котором объединены 48 родов и около 260 видов. Многие типичные акулы, такие как гигантская акула-молот (Sphyrna mokarran), шёлковая акула (Carcharhinus falciformis), тигровая акула (Galeocerdo cuvier) или акула-бык (Carcharhinus leucas) относятся к отряду кархаринообразных.
Местами обитания кархаринообразных являются главным образом прибрежные регионы морей, расположенных в тропических и умеренных широтах. Виды из семейства полосатых кошачьих акул (Proscylliidae) относятся к глубоководным животным. Некоторые виды, в том числе бычья акула, встречаются даже в пресной воде.
У всех кархаринообразных имеются:
- два спинных плавника
- анальный плавник
- пять жаберных щелей
- мигательная перепонка на глазах

Некоторые кархаринообразные откладывают яйца (например пятнистая кошачья акула (Schroederichthys maculatus)), у других же распространено живорождение (например у большеголовой молот-рыбы (Eusphyra blochii)).